# Wacław Jastrzębowski
Wacław Marian Jastrzębowski ps. „Aspira” (ur. 26 września 1900 w Radomiu, zm. 22 grudnia 1964 w Warszawie) – polski ekonomista, docent doktor nauk ekonomicznych, podporucznik czasu wojny, żołnierz Armii Krajowej, powstaniec warszawski, odznaczony Orderem Virtuti Militari V klasy i Krzyżem Walecznych, autor wielu publikacji ekonomicznych.

## Życiorys
Urodził się 26 września 1900 w Radomiu. Jego rodzicami byli Szczęsny i Maria. Ukończył studia w Wyższej Szkole Handlowej w Warszawie (obecnie Szkoła Główna Handlowa). W okresie międzywojennym był pracownikiem Zarządu m.st. Warszawy. Wykładał w Wolnej Wszechnicy Polskiej.
Walczył w kampanii wrześniowej 1939 i kampanii francuskiej 1940 (odznaczony Croix de Guerre). W czasie okupacji przedostał się do kraju, został pracownikiem Biura Planu Regionalnego m.st. Warszawy. Był oficerem Armii Krajowej.
Sporządzona przez niego podczas okupacji pod pseudonimem Franciszek Kozłowski i przeznaczona dla odbiorcy zagranicznego ekspertyza pt. Niemiecki eksperyment gospodarczy w Polsce 1939–1943 została jesienią 1943 przekazana do Londynu (po wojnie ukazała się w 1946 drukiem jako książka pt. Gospodarka niemiecka w Polsce 1939–1944).
Walczył w powstaniu warszawskim jako dowódca 1105 plutonu "Wydra" broni specjalnej kolumny motorowej, przemianowanego na kompanię. Przeszedł szlak bojowy: Powiśle – Śródmieście Północ. Po powstaniu wyszedł ze stolicy z ludnością cywilną.
Po wojnie pracował w Narodowym Banku Polskim. Do 1949 pełnił funkcję dyrektora departamentu w Ministerstwie Żeglugi i Handlu Zagranicznego. Był ekspertem Najwyższego Trybunału Narodowego.
Uzyskał stopień naukowy doktora nauk ekonomicznych. Został docentem.
Był działaczem Polskiego Towarzystwa Ekonomicznego. Redaktor naczelny pisma „Handel Wewnętrzny”.
Pośmiertnie wydano zbiór jego pism w dwutomowej publikacji: Wacław Jastrzębowski, Wybór prac, red. Teresa Pałaszewska-Reindl, Andrzej Hodoły, Warszawa 1966.
Zmarł 22 grudnia 1964 w Warszawie. Został pochowany na Cmentarzu Wojskowym na Powązkach (kwatera B12-10-27).

## Wybrane publikacje
- Gospodarka niemiecka w Polsce 1939–1944 (Warszawa 1946)
- Przyczynki do pracy pt. „Zasady reklamy socjalistycznej” (Warszawa 1954)
- Reklama handlowa: poradnik (Warszawa 1956, współautor)
- Handel wiejski w Polsce międzywojennej: liczby i fakty (Warszawa 1957, współautor)
- Rynek usług (Warszawa 1958)
- Rynek nabywcy (Warszawa 1959)
- Encyklopedia handlowa (2 tomy, redaktor naukowy, 1961–1964)[1]

## Ordery i odznaczenia
- Krzyż Srebrny Orderu Virtuti Militari
- Krzyż Kawalerski Orderu Odrodzenia Polski
- Krzyż Walecznych
- Złoty Krzyż Zasługi (10 listopada 1938)[5]
- Złota Odznaka Polskiego Towarzystwa Ekonomicznego[1]
- Croix de Guerre (Francja)